# اكمة شقيف (تعز)
اكمة شقيف هي إحدى قرى الجمهورية اليمنية. وهي تتبع جغرافيًا لمحافظة تعز. وإداريًا لمديرية التعزية. يبلغ تعداد سكانها 2110 نسمة حسب الإحصاء الذي أجري عام 2004.